# Клюсівська сільська рада (Сновський район)
Клюсі́вська сільська́ рада — адміністративно-територіальна одиниця та орган місцевого самоврядування у Щорському районі Чернігівської області. Адміністративний центр — село Клюси.

## Загальні відомості
Клюсівська сільська рада утворена в 1919 році.
- Територія ради: 27,417 км²
- Населення ради: 291 особа (станом на 2001 рік)

## Населені пункти
Сільській раді були підпорядковані населені пункти:
- с. Клюси
- с. Пльохів

## Склад ради
Рада складалася з 12 депутатів та голови.
- Голова ради: Немировська Тетяна Михайлівна
- Секретар ради: Сердюк Жанна Іванівна

### Керівний склад попередніх скликань
| ПІБ                           | Основні відомості                                                 | Дата обрання | Дата звільнення |
| ----------------------------- | ----------------------------------------------------------------- | ------------ | --------------- |
| Качура Ніна Миколаївна        | Сільський голова, 1954 року народження                            | 26.03.2006   | 17.12.2009      |
| Немировська Тетяна Михайлівна | Сільський голова, 1967 року народження, освіта вища, позапартійна | 31.10.2010   |                 |

Примітка: таблиця складена за даними джерела

### Депутати
За результатами місцевих виборів 2010 року депутатами ради стали:

#### За суб'єктами висування
| Суб'єкт висування           | Кількість обраних депутатів | %    |
| --------------------------- | --------------------------- | ---- |
| Партія регіонів             | 8                           | 66,7 |
| Народна партія              | 3                           | 25   |
| Комуністична партія України | 1                           | 8,3  |

#### За округами
| № округу                    | Прізвище, ім'я, по батькові | Дата визнання обраним | Освіта             | Партійна приналежність            | Відомості про обраного депутата                       |
| --------------------------- | --------------------------- | --------------------- | ------------------ | --------------------------------- | ----------------------------------------------------- |
| Комуністична партія України |                             |                       |                    |                                   |                                                       |
| 5                           | Битков Антон Андрійович     | 05.11.2010            | середня            | член Комуністичної партії України | пенсіонер                                             |
| Народна Партія              |                             |                       |                    |                                   |                                                       |
| 1                           | Биткова Тетяна Михайлівна   | 05.11.2010            | середня спеціальна | член Народної партії              | Клюсівський фельдшерсько-акушерський пункт, санітарка |
| 2                           | Сердюк Жанна Іванівна       | 05.11.2010            | середня            | член Народної партії              | Клюсівська сільська рада, бухгалтер                   |
| 11                          | Битков Микола Антонович     | 05.11.2010            | середня            | член Народної партії              | Щорський лісгосп, лісник                              |
| Партія регіонів             |                             |                       |                    |                                   |                                                       |
| 3                           | Качура Ніна Миколаївна      | 05.11.2010            | середня            | член Партії регіонів              | пенсіонер                                             |
| 4                           | Маховик Наталія Вікторівна  | 05.11.2010            | середня спеціальна | член Партії регіонів              | Клюсівська сільська рада, опалювач                    |
| 6                           | Сікач Наталія Леонідівна    | 05.11.2010            | середня            | позапартійна                      | ПП «Клименко», продавець                              |
| 7                           | Ткач Наталія Дмитрівна      | 05.11.2010            | середня            | член Партії регіонів              | тимчасово не працює                                   |
| 8                           | Ященко Надія Миколаївна     | 05.11.2010            | середня            | член Партії регіонів              | пенсіонер                                             |
| 9                           | Кушко Олег Іванович         | 05.11.2010            | середня            | позапартійний                     | Городянське лісництво, майстер лісу                   |
| 10                          | Качура Світлана Вікторівна  | 05.11.2010            | середня            | член Партії регіонів              | Гірське сільське споживче товариство, продавець       |
| 12                          | Зоткин Олег Анатолійович    | 05.11.2010            | середня            | позапартійний                     | тимчасово не працює                                   |